# 디아크로네마속
디아크로네마속(Diacronema)은 착편모조류의 일종이다. 디아크로네마 블키아눔(D. vlkianum)을 포함하고 있다.